# クリス・ボッティ

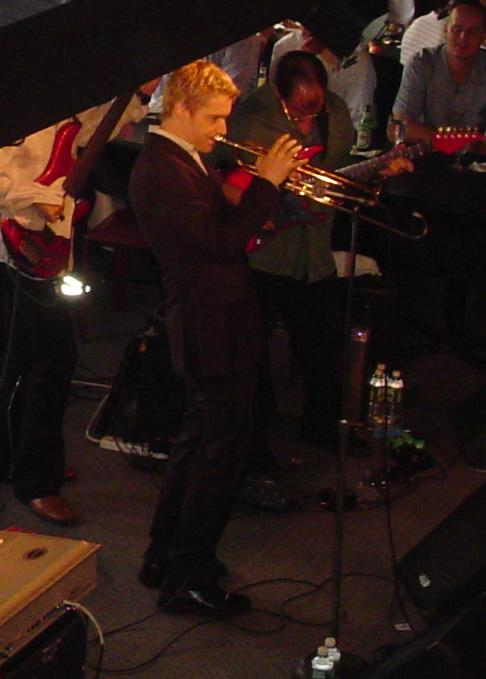
クリス・ボッティ

クリス・ボッティ（Chris Botti, 1962年10月12日 - ）は、アメリカオレゴン州ポートランド生まれ、コーバリス育ちのフュージョン界のトランペット奏者。

## 略歴
幼少の頃より、クラシック・ピアノの講師であった母親の影響で、ピアノを弾き、10歳でトランペットを始めた。マイルス・デイヴィスに影響され、トランペッターとしての道を進む決意をし、高校時代よりプロとして活動するようになる。ピーター・ガブリエルなどロック・ミュージックの影響もある。インディアナ大学に進学、テナー・サックス奏者のジョージ・コールマンやトロンボーン奏者のデイヴ・ベイカー、ベース奏者デヴィッド・フリーゼンらに師事。卒業後の1986年に拠点をニューヨークに置き、ウディ・ショウからトランペット奏法を習った。ポップス／ロック系のプロデューサーであるアリフ・マーディンとヒュー・パジャムに呼ばれ、セッション・ミュージシャンとしても活躍するようになった。ボブ・ディラン、アレサ・フランクリン、チャカ・カーンや、ジャズ・ミュージシャンではクリス・ハンター、デイヴィッド・マン、ローランド・ヴァスケスなどと共演をしている。1990年になると、ポール・サイモンのレギュラー・メンバーとしてツアーにも参加した。マイケル・ブレッカーとも親交が深く、ブレッカー・ブラザーズのアルバム『アウト・オブ・ザ・ループ』にて、編曲とプロデュースで関わっている。
1995年にファースト・アルバム『ファースト・ウィッシュ』をヴァーヴ・レコードから発表。1996年のアメリカ映画『虜われて』では音楽を作曲提供している。1997年にアルバム『Midnight Without You』を、1999年に『スローイング・ダウン・ザ・ワールド』を発表。同年にはスティングと出会い、メイン・ソリストとして『ブラン・ニュー・デイ』ツアーに参加した。また、この頃にビル・ブルーフォード、トニー・レヴィンらと共にブルーフォード・レヴィン・アッパー・エクストリミティーズとしても活動している。
2001年にコロムビア/ソニーに移籍し、アルバム『ナイト・セッションズ』を発表。2002年にはクリスマス企画アルバム『ディセンバー』を発表した。このアルバムでは自らボーカルを務めた楽曲も収録している。2003年に『サウザンド・キッシズ・ディープ』を発表。2004年発表の『ホェン・アイ・フォール・イン・ラヴ』では、スティングとポーラ・コールをゲストに迎えている。2005年発表の『トゥ・ラヴ・アゲイン』ではスティングをはじめ、ジル・スコット、グラディス・ナイトなど多くのゲストを迎えている。
2008年のクリスマスCDでは、チェリストのヨーヨー・マとコラボ演奏を披露している。2012年発表のアルバム『インプレッションズ』でグラミー賞最優秀コンテンポラリーインストゥルメンタルアルバム賞 (Grammy Award for Best Contemporary Instrumental Album) を受賞。

## ディスコグラフィ

### スタジオ・アルバム
- 『ファースト・ウィッシュ』 - First Wish（1995年）
- Midnight Without You（1997年）
- 『スローイング・ダウン・ザ・ワールド』 - Slowing Down the World（1999年）
- 『ナイト・セッションズ』 - Night Sessions（2001年）
- 『ディセンバー』 - December（2002年）
- 『サウザンド・キッシズ・ディープ』 - A Thousand Kisses Deep（2003年）
- 『ホェン・アイ・フォール・イン・ラヴ』 - When I Fall in Love（2004年）
- 『トゥ・ラヴ・アゲイン』 - To Love Again: The Duets（2005年）
- 『イタリア』 - Italia（2007年）
- 『インプレッションズ』 - Impressions（2012年）

### ライブ・アルバム
- 『クリス・ボッティ・ライヴ!』 - Live: With Orchestra and Special Guests（2006年）
- 『クリス・ボッティ・イン・ボストン』 - Chris Botti in Boston（2009年）

### コンピレーション・アルバム
- The Very Best of Chris Botti（2002年）
- 『クリス・ボッティ・ベスト』 - This Is Chris Botti（2011年）

## テレビ出演
- 『体感・デジタルサラウンドのすべて！ 第3部ザ・ライブ -サラウンドで楽しむ世界の超一流-』(NHK BShi): 2010年5月1日17:40 - 21:30
- 『地球テレビ エル・ムンド』 (NHK BS1): 2012年6月11日23:00 - 23:50放送